# Piano Winery〜響きのクラシック
Piano Winery〜響きのクラシックはFMヨコハマで毎週土曜日18:45〜19:00に放送されている、ピアニスト樋口あゆ子がパーソナリティーを務める音楽番組。

## 概要
- 番組放送開始 2011年7月2日〜（2012年3月31日までの放送時間は18:30〜18:45）
- 番組制作会社：リフレックスエンターテインメント
- 番組オープニング&エンディング（樋口あゆ子　ラフマニノフ・ガーシュイン・ベトナム民謡　日本コロムビアCOCQ－84899）
- 2023年1月14日の放送が「通算600回目放送」となり、昭和音楽大学学長補佐・ピアノ科主任教授・及び附属ピアノアートアカデミー主任教授の江口文子がスペシャルゲストとなる。

## 番組内容
ピアニスト・樋口あゆ子が、上質なクラシック音楽の魅力を紹介するプログラム。毎月の生演奏収録は、ピアノ調律師・高木裕が監修するタカギクラヴィア松濤サロン及び同スタジオで行われ、質の高いスタインウェイの音色に、関東圏のみならず、全国クラシックラジオリスナーより高い評価を受けている。
番組ゲストは各界の一線で活動する音楽好きが登場。また、神奈川県在住のフルート奏者・萩谷康一とピアノ吉川由利子の「初めてのラジオフルートレッスン」、神奈川県出身のピアニスト伊集院紀子のここでしか聴けないレアな音楽演奏「ピアノグラニテ」、2022年より開始した弁護士で声楽家の松田由貴による「2刀流・Sing and Law」、造詣深い解釈のピアノとお話「東京藝術大学教授・ピアニスト東誠三のスペシャルクラシックサロン」そして、世界の音楽家を紹介するコーナー「ドイツのCDレーベル・ベルリンクラシックスの日本の窓口JPT Classicsから素敵なアーティストご紹介」などのコーナーがある。

## これまでの番組ゲスト
（五十音順）
- 青柳陽一郎（政治家・衆議院議員）
- 青柳いづみこ（ピアニスト・大阪音楽大学ピアノ科名誉教授/2021年2月放送）
- 青柳晋（ピアニスト・東京芸術大学ピアノ科教授）
- 赤松林太郎（ピアニスト・洗足学園音楽大学ピアノ科客員教授・大阪音楽大学ピアノ科特任准教授）
- アキコ・グレース　（ジャズピアニスト）
- 秋山沙穂（ピアニスト）
- 東 誠三　（ピアニスト・東京芸術大学ピアノ科教授）
- Arico（ピアニスト・作曲家）
- 伊賀あゆみ（ピアニスト・東京音楽大学講師）
- 池田卓夫（音楽ジャーナリスト・iketaku  honpo）
- 伊集院紀子（ピアニスト）
- 岩村力（指揮者）
- 上野耕平（サクソフォーン奏者・昭和音楽大学管楽器科講師）
- 梅村知世（ピアニスト）
- 浦山瑠衣（ピアニスト）
- 海野春絵（ピアニスト）
- 江崎昌子（ピアニスト・洗足学園音楽大学ピアノ科准教授）
- 江口玲（ピアニスト・作曲・編曲家・東京芸術大学ピアノ科主任教授・学部長）
- 江口文子（ピアニスト・昭和音楽大学学長補佐・ピアノ科主任教授/特別祝放送・通算498回、499回、500回、550回、600回ゲスト）
- 磯絵里子（バイオリニスト・洗足学園音楽大学弦楽科講師）
- 尾崎未空（ピアニスト）
- 尾城杏奈（ピアニスト）
- 筧千佳子（ピアニスト）
- 上原礼充（Bar 313）
- 大西秀典（Bar 313）
- 片山柊（ピアニスト）
- 加藤哲礼（公益財団法人福田靖子賞基金育英広報室長・一社全日本ピアノ指導者協会理事）
- 神谷未穂（バイオリニスト・仙台フィル＆横浜シンフォニエッタコンサートマスター、千葉交響楽団特任コンサートマスター、宮城学院女子大学特任教授）
- 金子一朗（ピアニスト・早稲田高等学校常任理事）
- 亀井聖矢（ピアニスト）
- 川久保賜紀(バイオリニスト・桐朋学園大学大学院特任教授）
- 川口成彦（ピアノ・フォルテピアノ・チェンバロ奏者）
- 川崎映子（音楽P.Rコーディネーター）
- 雁部一浩（ピアニスト・作曲家）
- 北村明日人（ピアニスト）
- 金聖響（指揮者）
- 国崎裕（元日本コロムビア・音楽プロデューサー）
- 熊本マリ（ピアニスト・大阪芸術大学ピアノ科教授）
- 倉田寛（トロンボーン奏者）
- 黒岩祐治（第19代神奈川県知事）
- 小池真一（共同通信社・デジタルサービス部門次長）
- 小泉信一郎（朝日新聞社・社会部大衆文化記者）
- 幸田浩子（ソプラノ・オペラ歌手・大阪音楽大学声楽科特任准教授）
- 国府弘子（ジャズピアニスト）
- 小坂裕子（音楽学者・評論家・千葉県市川市文化振興財団常務理事）
- 小菅優（ピアニスト・東京音楽大学ピアノ科特任講師）
- 後藤正孝（ピアニスト・昭和音楽大学ピアノ科専任講師）
- 近藤嘉宏（ピアニスト）
- 阪田知樹（ピアニスト）
- 坂本真由美（ピアニスト・東京芸術大学講師）
- 真田 脩史 (スタインウェイジャパン株式会社マーケティング・マネージャー)
- ジェラール・プーレ（バイオリニスト）and　川島余里（ピアニスト）
- ジャニーン・ド・ビーグ（トリダード出身ソプラノ歌手）
- セリーヌ・モワネ（ドレスデンフィル主席オーボエ奏者）
- 篠永紗也子（ピアニスト）
- 島田健聖（KAJIMOTO)
- 須江太郎（ピアニスト）
- 菅原望（ピアニスト）
- セバスティアン・マンツ（シュトットガルトフィル主席オーボエ奏者）
- 角野隼斗（ピアニスト）
- 関本昌平（ピアニスト）
- 瀬戸隆一（元衆議院議員）
- 鈴木浩司（バイオリニスト）
- ソフィー・デルヴォー（ウィーンフィル主席ファゴット奏者）
- 反田恭平（ピアニスト）
- TAKAKO(メイクアップアーテイスト）
- 高木裕　（世界的ピアノ調律師・タカギクラヴィア株式会社代表取締役社長）
- 高橋多佳子（ピアニスト）
- 竹村浄子(ピアニスト）
- 田村緑（ピアニスト）
- 武田美和子（ピアニスト・上野学園大学、埼玉県立大宮光陸高等学校、桐朋学園大学大学院講師）
- 津田真理（ピアニスト）
- 内藤晃（ピアニスト・指揮者・作編曲家）
- 中井恒仁（ピアニスト・桐朋学園大学ピアノ科ピアノ科主任教授・学部長）
- 長富彩（ピアニスト）
- 中村江里子（フリーアナウンサー/元フジテレビアナウンサー）
- 永峰大輔（指揮者）
- 西本夏生（ピアニスト）
- 野村友里愛（ピアニスト）
- 萩谷康一（フルーテイスト）and  吉川由利子（ピアニスト）
- 林直美（ピアニスト）
- 林文子（第32代横浜市長）
- Kuniko (432ヘルツピアニスト）
- 平井千絵（フォルテピアノ奏者）
- 平井茉莉（バイオリニスト）
- 平尾信幸（打楽器奏者）
- 福田成康（一社・全日本ピアノ指導者協会専務理事）
- 福間洸太朗（ピアニスト）
- ふるたみゆき（小説家）
- 藤井亜紀（ピアニスト・東京聖徳学園大学講師）
- 干野宜大（ピアニスト・上野学園大学ピアノ科准教授）
- 真嶋雄大（音楽学者・評論家）
- マティアス・キルシュネライト（ピアニスト・ドイツ　ロストック音楽・演劇大学教授）
- 松田由貴　（弁護士・声楽家）
- 松田理奈（バイオリニスト）
- 松本和将(ピアニスト）
- 松本祐香（NHK国際放送局ニュースキャスター）
- 三浦一馬(バンドネオン奏者）
- 村土康郎アルバート（政治家・米国カリフォルニア州下院議員）
- 山口克志（産経新聞出版月刊モーストリークラシック・記者・編集者）
- 山口雅敏（ピアニスト・神戸女子大学、大阪総合保育大学講師）
- 山崎亮太（ピアニスト）
- 山中惇史（コンポーザーピアニスト）
- 山本裕康（チェロ奏者）
- 渡邉僚子（ピアニスト）